# Hebius youjiangensis
Hebius youjiangensis (юцзянський вуж) — вид змій родини полозових (Colubridae). Ендемік Китаю. Описаний у 2023 році.

## Поширення й екологія
Юцзянські вужі відомі за типовим зразком, зібраним у повіті Юцзян на заході Гуансі, на висоті 780 м над рівнем моря.